# Kõrgessaare (obec)
Obec Kõrgessaare (estonsky Kõrgessaare vald) je bývalá samosprávná obec v estonském kraji Hiiumaa. V roce 2017 byla začleněna do obce Hiiumaa.

## Obyvatelstvo
Na území zrušené obce žije přibližně třináct set obyvatel, z toho pět set v městečku Kõrgessaare, které je administrativním centrem obce a podle něhož je obec pojmenována. K obci dále patří 58 vesnic (Heigi, Heiste, Heistesoo, Hirmuste, Hüti, Isabella, Jõeranna, Jõesuu, Kalana, Kaleste, Kanapeeksi, Kauste, Kidaste, Kiduspe, Kiivera, Kodeste, Koidma, Kopa, Kurisu, Kõpu, Laasi, Lauka, Lehtma, Leigri, Lilbi, Luidja, Malvaste, Mangu, Mardihansu, Meelste, Metsaküla, Mudaste, Mägipe, Napi, Nõmme, Ogandi, Ojaküla, Otste, Palli, Paope, Pihla, Poama, Puski, Reigi, Risti, Rootsi, Sigala, Suurepsi, Suureranna, Sülluste, Tahkuna, Tammistu, Tiharu, Viita, Viitasoo, Vilima, Villamaa a Ülendi).